# Sierras del Carnaval
Sierras Del Carnaval ou Unidos de San Luis e uma escola de samba de San Luis (Argentina), sendo a primeira escola de samba do local. de cores azul, verde e branco.

## História
Criada a partir do festival Carnaval do Rio de Janeiro em San Luis, uma parceria do Governo da província e Ganga Zumba Produções Artísticas/Rio, do ator Antônio Pitanga. a Sierras del Carnaval teve esse nome escolhido através de uma votação popular, homenageando a topografia das cidades da provincias de San Luis. sendo fundada em setembro de 2011, para o carnaval 2012 o carnavalesco escolhido foi Milton Cunha (que já realizava desde a primeira edição do festival 2010, esta função na Escola Carioca convidada), e recebeu do Governo o enredo "Sierra de Las Quijadas", visando promover este importante parque Arqueológico pré-histórico da Argentina. teve ainda André Henrique (ex-diretor de bateria da Mangueira) comandou a bateria e também fez o primeiro samba enredo da escola, na avenida interpretado por Gilsinho além de trazer Wallace Souza, como diretor de carnaval e coreografo da comissão de frente. e a rainha de bateria, Melania Molinari. 
A confecção de figurinos e alegorias foi realizada com a mão de obra local, dirigidos por Célia Domingues e Leila Medina. em workshops, onde artistas e artesões locais viajaram para o Rio de Janeiro. onde frequentaram os curso da Amebras e Ami 7 de como se produz a Escola de Samba Carioca.. para o carnaval 2013, permaneceu com a mesma equipe, e teve como enredo "Seguimos Sonhando", que homenageou a candidatura da Cidade de La Punta para sediar os Jogos Pan-Americanos de 2019. onde teve pela primeira vez, o casal de mestre-sala e porta-bandeira Silvia Ruegg e Diego Giordano, que foram treinados por um casal de mestre-sala e porta-bandeira, vindos do Rio de Janeiro.

## Rainhas de bateria
| \| Nome \| Período \| Ref \| \| Melania Molinari \| 2012 \| \| \| Camila Partenza \| 2013 \| [6][7][8] \| |         |                   |
| Nome | Período | Ref               |
| Melania Molinari                                                                                          | 2012    |                   |
| Camila Partenza                                                                                           | 2013    | [ 6 ] [ 7 ] [ 8 ] |

## Carnavais
| Ano  | Enredo                                                                                        | Carnavalesco                                                         |
| ---- | --------------------------------------------------------------------------------------------- | -------------------------------------------------------------------- |
| 2012 | Sierra de Las Quijadas Intérprete:Gilsinho                                                    | Milton Cunha                                                         |
| 2013 | Seguimos Sonhando Intérprete:Gilsinho                                                         | Milton Cunha                                                         |
| 2014 | Encantos de la Tierra Compositor:Daniel Herrera−Intérprete:Bruno Ribas                        | Comissão de Carnaval Wallace Souza, Bill Oliveira e Renato Rodrigues |
| 2015 | Atitud Saludable                                                                              | Wallace Souza, Bill Oliveira e Renato Rodrigues                      |
| 2016 | Cantata del Algarrobo Abuelo "La Catedral de los Pájaros" ( Poema de Antonio Esteban Agüero ) | Wallace Souza, Bill Oliveira e Renato Rodrigues                      |